# Wachturm Bürkli

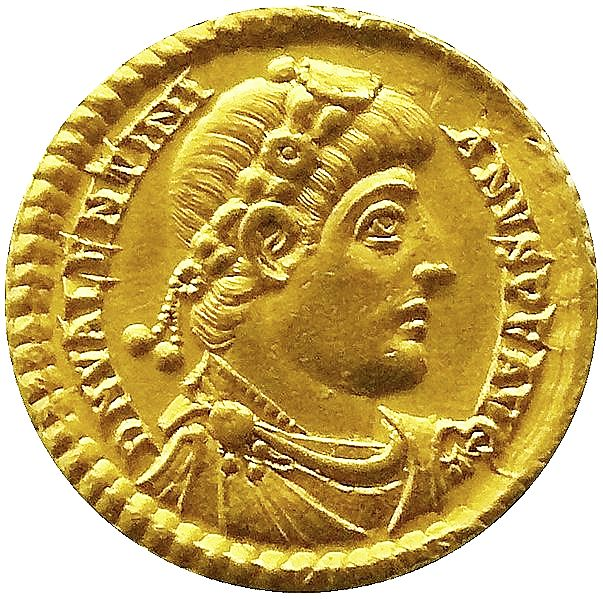
Solidus Valentinians I.

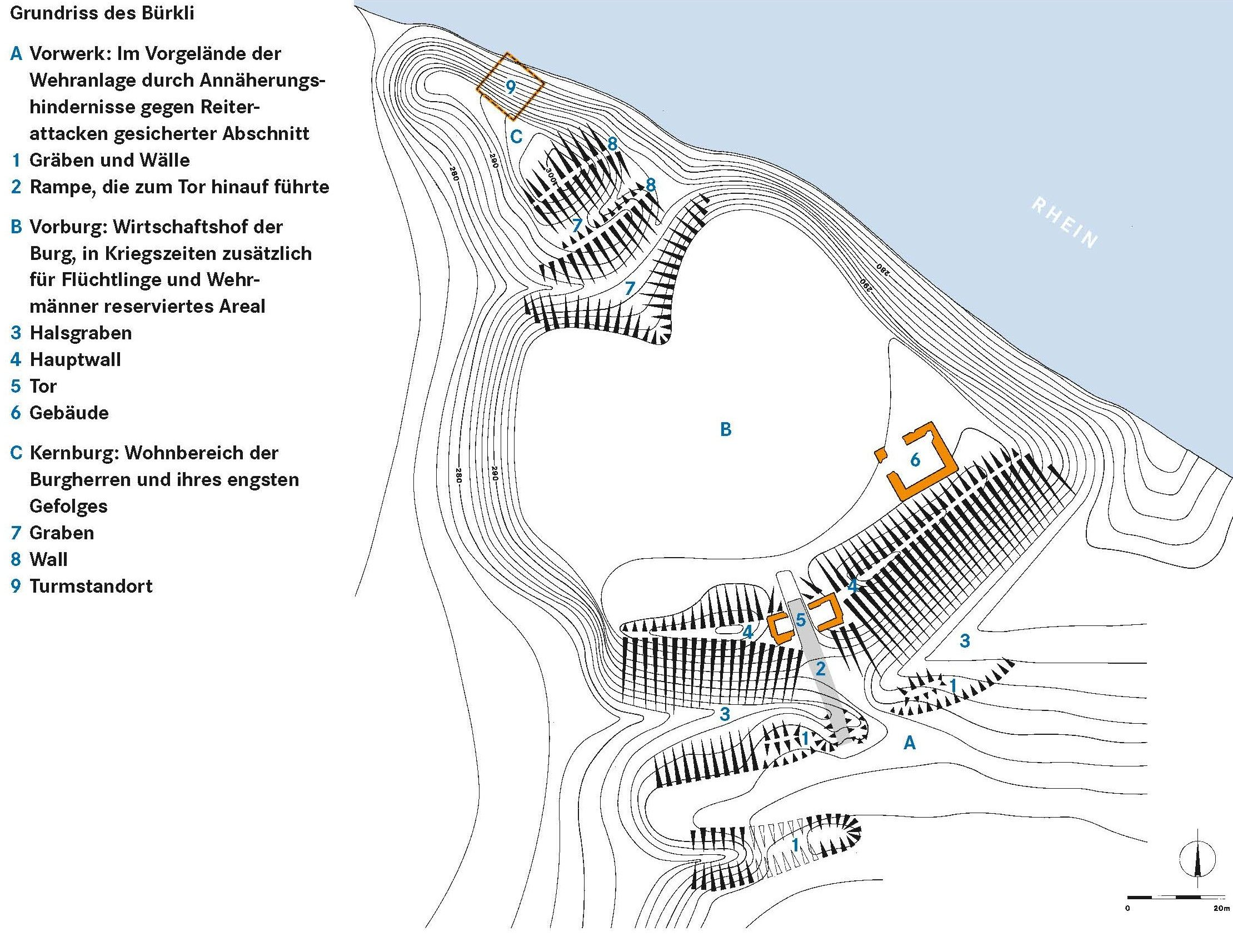
Lage des mutmaßlichen römischen Wachturms (Bau Nr. 6)

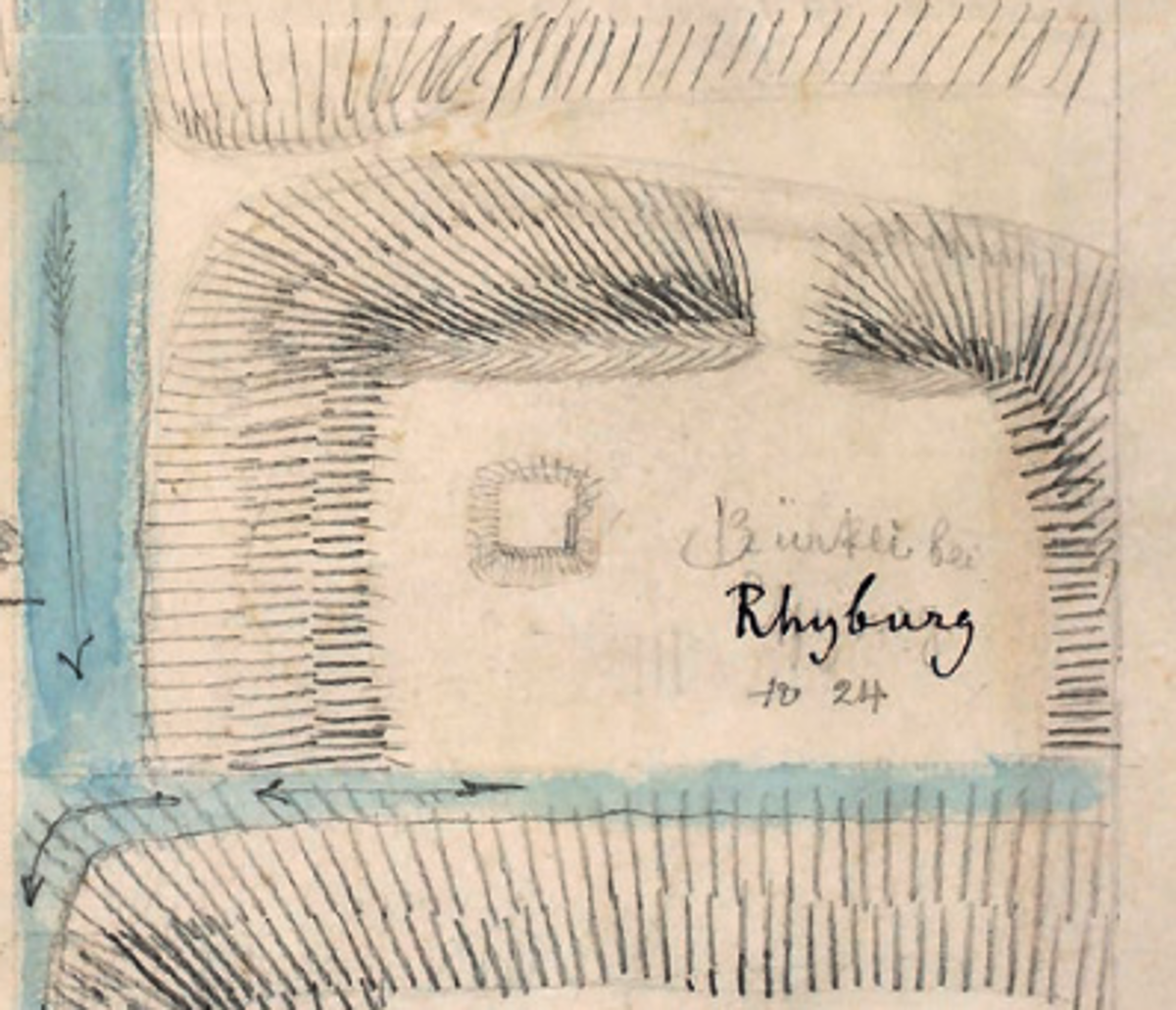
Befundskizze der Bürklibefestigungen von Ferdinand Keller (1871), gut zu erkennen ist die von ihm beschriebene «Lücke» im Hauptwall sowie der von ihm als Überrest eines spätantiken Wachturms angesprochene rechteckige Bau im Südwesten des Plateaus

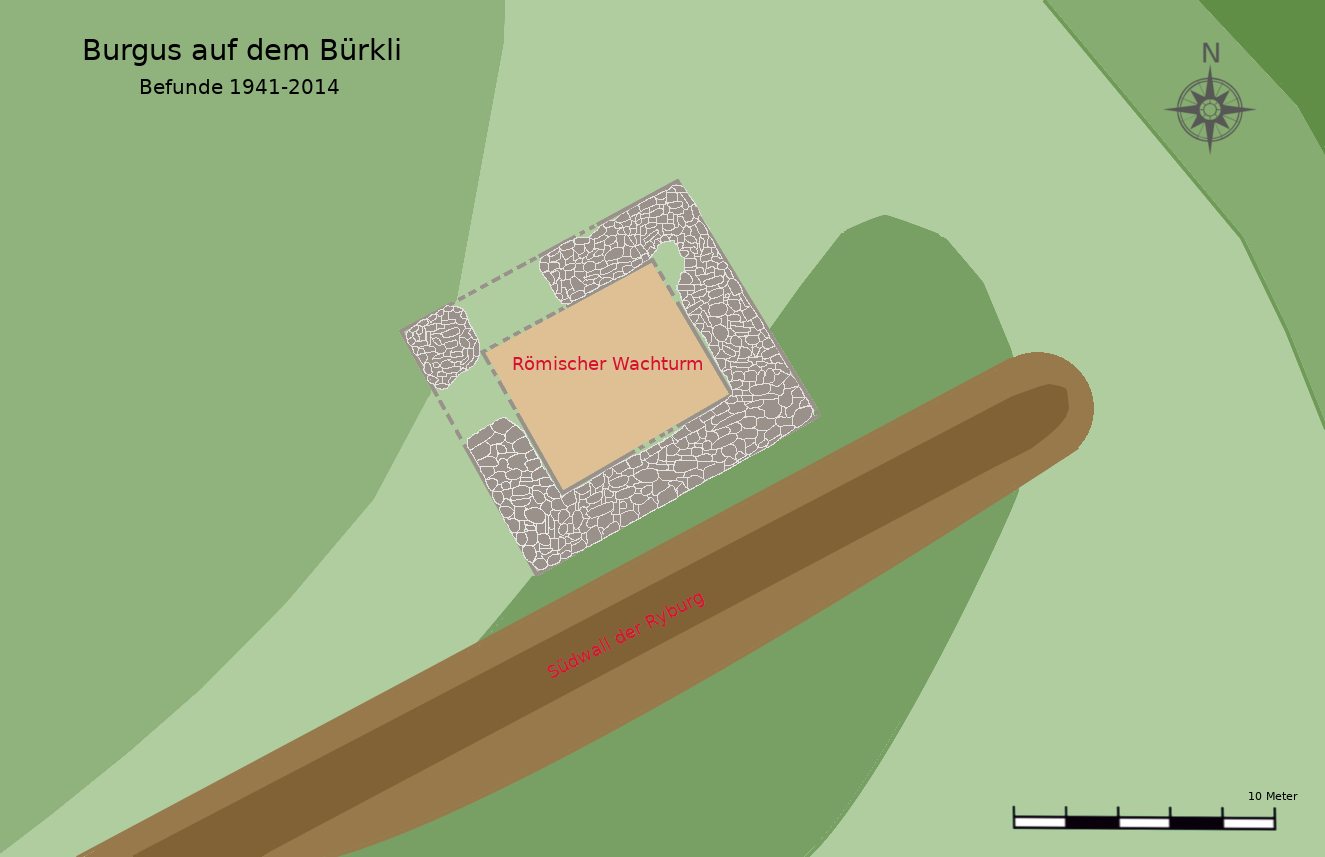
Befundskizze

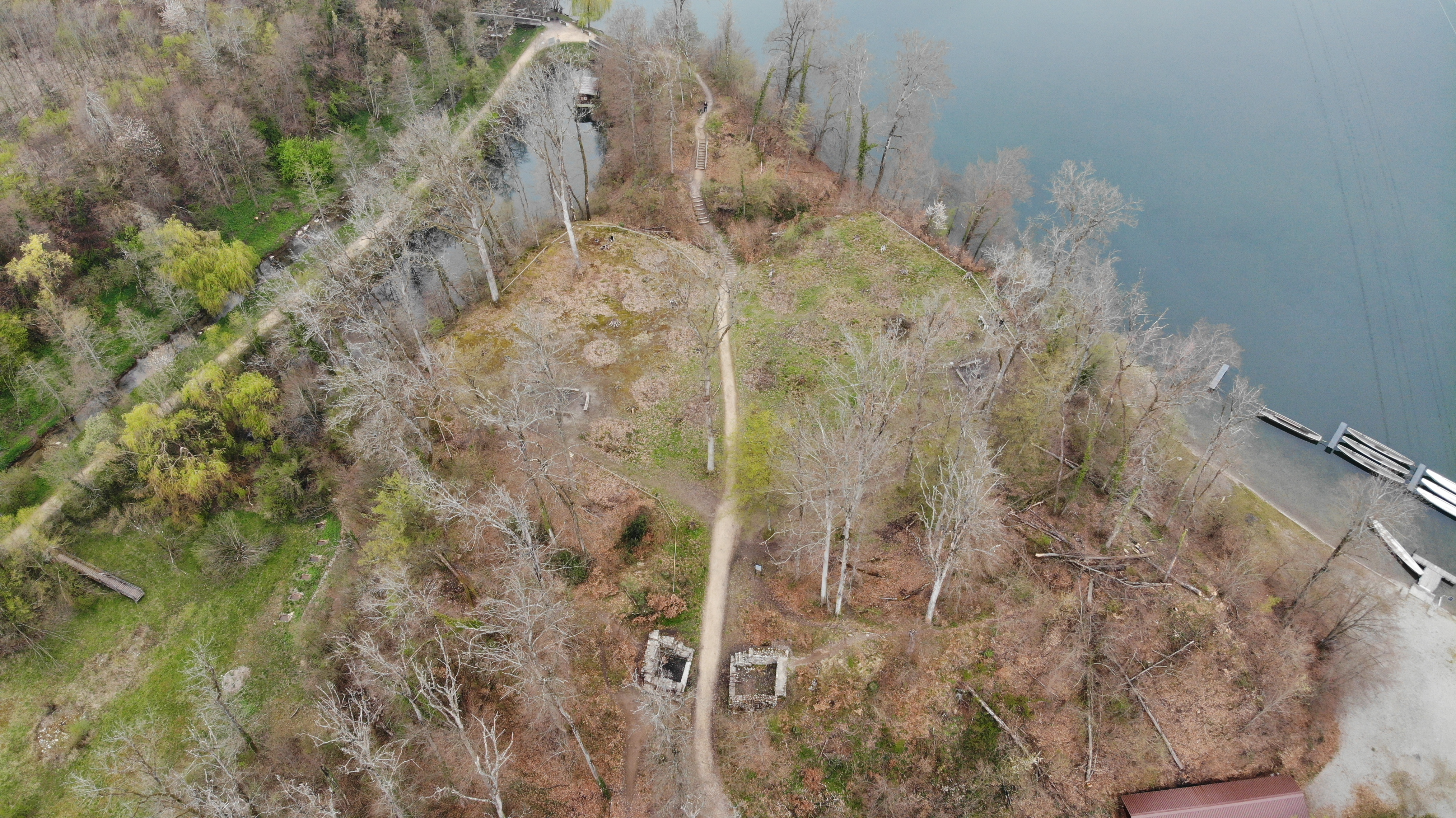
Luftaufnahme des Bürkli

Der Wachturm Bürkli war Bestandteil des spätrömischen Donau-Iller-Rhein-Limes und befindet sich auf dem Gebiet der Gemeinde Möhlin, Ortsteil Ryburg, im Kanton Aargau in der Schweiz.
Die spätantiken Wachtürme am Hochrhein zählen zu den bedeutendsten römischen Hinterlassenschaften auf dem Staatsgebiet der heutigen Schweiz. Sie wurden im 3. und 4. Jahrhundert errichtet und waren Teil einer Überwachungs- und Alarmkette, die das südliche Rheinufer gegen Invasoren aus dem freien Germanien sichern sollte. Auch auf dem sogenannten Bürkli stand vermutlich eine solche spätrömische Grenzsicherungsanlage und am selben Ort wurde im Frühmittelalter (vermutlich zwischen 766 und 892 n. Chr.) die karolingisch-ottonische «Ryburg» errichtet, die wohl zur Verteidigung gegen die Einfälle der Magyaren in der 1. Hälfte des 10. Jahrhunderts diente.

## Lage und Funktion
Der Turm auf dem Bürkli war vermutlich Bestandteil der Festungskette des valentinianischen Hochrhein-Limes und lag zwischen dem Wachturm Rheinfelden-Heimenholz und dem Wachturm Möhlin-Fahrgraben. Das Bürkli war später auch Standort von einer der ältesten Adelsburgen der Schweiz. Die weitläufige Anlage lag auf einer dreieckigen Schotterterrasse zwischen dem Strom und einem Bach. Sie befindet sich direkt neben der Mündung, in welcher der Möhlinbach in den Rhein fliesst. Auf der westlichen Seite befindet sich das Naturschutzgebiet Bachtalen. Östlich davon sind die Standorte des Wasserfahrvereins Ryburg-Möhlin und des Wassersportclubs Möhlin. Etwas weiter aufwärts am Möhlinbach gelegen sind das Schwimmbad Bachtalen, der Campingplatz und die Kläranlage von Möhlin.
Da die Nordspitze des Bürkli stark erosionsgefährdet war, wurde der Wachturm nicht an der dafür am besten geeigneten Lage errichtet. Der Standort im Südosten des Plateaus erfüllte trotzdem die wichtigsten Kriterien für einen Beobachtungsposten an der Grenze, nämlich die unverstellte Sichtverbindung zu den anderen rheinabwärts bzw. rheinaufwärts gelegenen Wachtürmen. Zudem bot er einen guten Blick auf die rechtsrheinische Uferzone. Ausserdem war das Gelände in der fraglichen Zeitperiode, das belegen pollen-analytische Untersuchungen, weniger stark bewaldet war als heute. Ein weiteres wichtiges topografisches Kriterium war die Existenz einer flachen, gut als Lände geeigneten Uferzone. Dieser heute noch als Bootsanleger genutzte Uferabschnitt liegt am Fuss einer natürlichen, unmittelbar östlich des Bürkli gelegenen Runse. Von ihm aus war das Plateau relativ schnell erreichbar. Dennoch stellt sich die Frage, wieso für den Turm nicht ein Standort gewählt wurde, von dem aus das Mündungsgebiet des Möhlinbachs eingesehen werden konnte. Dies ist wohl damit zu erklären, dass der Sporn wegen des unsicheren Baugrunds und der zu kleinen Fläche als Standort für einen derartig massiven Wachturm nicht infrage kam und/oder dass sich das stark versumpfte Mündungsgebiet des Möhlinbachs nicht als Schiffslände eignete.
Der spätantike Turm diente laut Samuel Burkart zum Schutz eines mit einer «steinernen Brustwehr gekrönten Hauptwalls» und als Beobachtungsposten mit Sichtkontakt zu den nächstgelegenen Wachtürmen Möhlin-Fahrgraben und Rheinfelden-Heimenholz. Zudem verlief die römische bzw. frühmittelalterliche Hauptstrasse rund 2,7 km südlich des Bürkli.

## Forschungsgeschichte
Das von Ferdinand Keller 1871 als Überreste eines spätantiken Wachturms interpretierte «Mauerwerk» («Warte bei Ryburg») befand sich in der Nähe eines «100 Schritt langen Walls», der eine «markante Lücke aufweist, durch die ein Weg» führt. Die Lagebeschreibung sowie eine damals von ihm angefertigte Skizze lassen annehmen, dass sie sich auf den rechteckigen Bau (Wachturm) im Südosten des Plateaus bezieht.
Der Torweg wurde im Jahr 1902 bei Forstarbeiten verbreitert und etwas abgetieft, wobei Mauerreste und zahlreiche Leistenziegel (Tegulae) zum Vorschein kamen. Samuel Burkart war hingegen der Meinung, dass sich der spätantike Wachturm nicht an der von Keller vermuteten Stelle, sondern eben an dem durch den Wall führenden Forstweg befunden haben müsse, dort, wo 1902 die von ihm als Relikte eines quadratischen Turms interpretierten Mauerreste beobachtet worden waren. Diese von ihm als römisch angesehenen Fundamente gehörten aber in Wahrheit zu den beiden Flankentürmen des Torbaues (die erst 1941 als frühmittelalterlich erkannt wurden) und dienten wohl als Schwellsteine bzw. für die Pivotsteine der hölzernen Torflügel. Die heute noch erkennbaren Wälle und Gräben waren seiner Meinung nach die Reste eines «von den Kelten erbauten prähistorischen Befestigungswerks», das dann von den Römern später als «Stützpunkt für die oberhalb und abwärts gelegenen Wachtürme» wiederverwendet wurde. Jakob Heierli führt als Beweis für den römischen Ursprung der Mauerreste dort aufgefundene Leistenziegel an, wobei aus seinem Bericht nicht hervorgeht, ob diese im Bauschutt gefunden wurden oder im Mauerwerk verbaut waren. 1919 führten Karl Stehlin und Josef Villiger systematische Untersuchungen auf dem Bürkli durch. Stehlin setzte sich ebenfalls intensiv mit der Frage nach der Existenz eines «valentinianischen Wartenbaus» auf dem Bürkli auseinander und kam zu dem Schluss, dass dieser «an der Spitze des Refugiums», d. h. auf der (angeblich) künstlich aufgeschütteten Nordspitze des Hügels, gestanden haben müsse. Die noch sichtbaren Wälle auf der Nordspitze interpretierte er als Überreste einer spätantiken Toranlage. Der Wachturm selbst sei aber wegen der am Ostabhang des Bürkli sehr ausgeprägten Erosion «längst in den Rhein abgestürzt».
Alfred Senti vermutete 1941, dass «eine römische Militärabteilung in der Zeit zwischen 260 und 300 n. Chr. diese halbinselähnliche Stelle nach römischer Art befestigte» und dass ein «derart schlechter Bau nicht lange in Gebrauch gestanden haben konnte», ohne aber dabei auszuschliessen, dass «der Torbau in der Wartenzeit» (d. h. im späten 4. Jahrhundert) eine gewisse Bedeutung erlangt hat.
2007 stellte die Kantonsarchäologie Aargau wesentliche Veränderungen des Terrains im Bereich des Bürklis fest und führte dies auf den Bau einer Abwasser-Entlastungsleitung zurück. Im März desselben Jahres fand die Behebung der zuvor festgestellten Terrainveränderungen unter Aufsicht der Kantonsarchäologen statt. Durch die Entfernung des eingeschwemmten Erdreichs im Bereich der Gräben, die Behebung der Schadstellen an den Wällen sowie das Einbringen von Mergel im Bereich des Zugangs zur Toranlage kamen erneut einige Ziegel-Fragmente zum Vorschein. Zudem wurden auch neue Teile des Wall-Graben-Systems entdeckt. Im gleichen Jahr wurde auch eine Informationstafel aufgestellt, auf der der Kenntnisstand zum Bürkli dargestellt wird. Unter der Leitung von Tobias Lander dokumentierten, reinigten und analysierten Studierende der Universität Basel im Jahr 2014 das Bürkli-Areal. Im Rahmen der Feldarbeiten wurden auch LiDAR- sowie Drohnenaufnahmen zur Dokumentation angefertigt.
Bei der Begehung des Wall-Graben-Systems im Süden des Plateaus stiess man 2014 hingegen vermehrt auf römerzeitliche Bauschuttfragmente. Es handelte sich dabei um grössere und kleinere Bruchstücke von Tegulae und Lateres sowie um Kalkbruchsteine. Dies wiederum lässt die Vermutung zu, dass (zumindest) der oberste Teil des Hauptwalls schon in (spät-)römischer Zeit angeschüttet worden sein könnte. Hinweise auf die von Burkart im Hauptwall beobachtete «steinerne Brustwehr aus römischer Zeit», fanden sich 2014 jedoch nicht. Die mittelalterliche Stein-Erde-Mauer wurde wohl auf einer viel älteren, rund 1,5 m hohen prähistorischen Wallschüttung errichtet. Es ist aber davon auszugehen, dass der oberste, mit römischen Ziegelfragmenten durchsetzte liegende Teil der Wallschüttung erst nach dem Bau der beiden Tortürme aufgeworfen worden sein kann. Die im Bereich des Forstwegs und des Hauptwalls sowie im Westturm gefundenen Tegulae sind wahrscheinlich nach dem Verfall der Türme bzw. beim Steinraub aus dem obersten (jüngsten) Teil der Wallschüttung verlagert worden und stammen ursprünglich wohl nicht aus dem oberen (nicht mehr erhaltenen) Bereich des aufgehenden Mauerwerks bzw. von den Dächern der Flankentürme. Die im Bereich der Toranlage gefundenen Tegulae taugen daher nicht als Beleg für die noch von Senti und Heierli postulierte spätantike Datierung des Burgtores.
Nach den letzten Erkenntnissen ist der Niveauunterschied auf dem Sporn nicht durch künstliche Aufschüttungen, sondern eher durch das Abtragen von Lehmablagerungen auf dem Hauptplateau, sei es, um die nutzbare Fläche so weiter zu vergrössern, oder – was viel wahrscheinlicher erscheint – bei der Beschaffung von Material für die Aufschüttungen an der Südflanke des mittelalterlichen Walls entstanden. Die Existenz des dortigen, immer noch undatierten halbrunden Wall-Graben-Systems zeigt jedoch, dass es in früheren Zeiten einen zwingenden, jedoch archäologisch nicht mehr zu klärenden Grund gegeben haben muss, um die Nordspitze des Bürkli auf diese Art zu sichern bzw. abzugrenzen. Zu erwähnen sind in diesem Zusammenhang einige urnenfelderzeitliche Brandbestattungen, die 1983–1984 in der knapp 800 m weiter südlich liegenden Flur Möhlin-Chleematt entdeckt wurden. Diese gehören zu einer in römischer Zeit teilweise zerstörten Nekropole, was wiederum für die Existenz einer (bis dato noch nicht nachgewiesenen) Siedlung bzw. einer dazugehörigen, aber nur sporadisch belegten Fluchtburg auf dem Bürkli sprechen könnte.
Viele der nach wie vor offenen Fragen zur Nutzung des Bürkli bzw. mit Unsicherheiten behaftete Neuinterpretationen einzelner Befunde lassen sich nur mithilfe von weiteren gezielten archäologischen Untersuchungen beantworten. Wünschenswert wäre vor allem eine Flächengrabung im Bereich des höchstwahrscheinlich zum spätantiken Rheinlimes gehörigen Turmbaus im Südosten des Hauptplateaus. Eine archäologische Untersuchung wäre auch wegen der stetig fortschreitenden Zerstörung der in situ verblieben Überreste durch Waldarbeiten und der intensiven Nutzung des Bürkli als Ausflugsziel angebracht. Laut einem Artikel der Argauer Zeitung soll zudem am Bürkli eine Plattform mit Sitzbank gebaut werden, die den Besuchern Aussicht auf das gegenüberliegende Schwörstadt ermöglichen soll. 2019 sollten die Arbeiten beginnen, sodass diese bis spätestens 2020 abgeschlossen sein sollten.

## Entwicklung
Der Turm oder Burgus entstand gegen Ende des 4. Jahrhunderts als Teil der Grenzsicherung gegen die nördlich des Rheins ansässigen Alamannenstämme. Mit dem Abzug der Armee vom Obergermanisch-Raetischen Limes verlegte Rom um 260 n. Chr. seine nördliche Reichsgrenze wieder an die Ufer der Flüsse Rhein (Rhenus), Donau (Danuvius) und Iller (Hilaria) zurück. Nach der Errichtung von ersten Befestigungsanlagen im späten 3. und in der ersten Hälfte des 4. Jahrhunderts liess Kaiser Valentinian I. (364–375), wohl von 369 bis 374, zwischen Basel (Basileum) bis an den Bodensee (Lacus Brigantiae) zur Verstärkung des Limes (ripa) weitere 50 Wachtürme (Turres) und Kastelle (Castra) errichten. Sie standen in Sichtverbindung zueinander und dienten zur Überwachung des Verkehrs auf dem Rhein und im Alarmfall zur Signalweitergabe an die in den Rheinkastellen stationierten Truppen (Riparenses). Diese standen in diesem Abschnitt unter dem Befehl des Dux provinciae Sequanicae. Im Winter 401/402 n. Chr. mussten die meisten Einheiten wieder von der Rheingrenze abgezogen werden, um Italien, das Kernland Westroms, gegen die Visigoten unter Alarich zu verteidigen. Die Rheintürme wurden danach nicht wieder besetzt und dem Verfall preisgegeben. Im Kanton Aargau sind bislang 30 römische Wachtürme und andere Militäranlagen des spätrömischen Donau-Iller-Rheinlimes lokalisiert worden.

## Wachturm
Die Begehungen von 2014 im Bereich des von Keller und Stehlin beschriebenen «Gebäudes innerhalb des Walls» (von Senti als Kaserne interpretiert, der Gebäudegrundriss konnte allerdings damals aus Zeit- und Kostengründen nicht näher untersucht werden) haben gezeigt, dass zumindest ein Teil der antiken Mauerzüge noch erhalten sind. Soweit sich dies ohne Grabungen feststellen liess, sind aber nur noch die untersten, trocken gemauerten Fundamentlagen partiell vorhanden. Diese bestehen mehrheitlich aus kleineren und grösseren Flusskieseln sowie aus vereinzelten Kalkbruchsteinen. Des Weiteren wurden darin mindestens ein Nagelfluh-Brocken sowie ein kleiner Quader aus Quelltuff verbaut. Im 10,7 × 7,9 m messenden und vermutlich einst 4 bis 6 m hohen Gebäude fanden sich neben zwei Mitte des 2. Jahrhunderts n. Chr. geprägten Denarii des Antoninus Pius (138–161) und Marcus Aurelius (161–180) sowie einigen grösseren und kleineren Tegulae-Fragmenten auch zahlreiche Kalkmörtelbrocken, darunter einer mit Ziegelschroteinlagen. Die makroskopische Analyse erbrachte, dass der hier gefundene Mörtel eine völlig andere Zusammensetzung aufwies als die Proben aus dem Westturm des frühmittelalterlichen Burgtores, aber dafür denen der bislang entdeckten spätantiken Wachtürme am Rhein sehr ähnlich ist. In der äusseren Mauerschale des Westturms fand sich zudem ein ca. 40 × 40 cm grosser, profilierter Sandsteinquader (Spolie), wahrscheinlich das Fragment eines römischen Weihaltars. Für eine spätantike Datierung sprechen die Zusammensetzung der hier gefundenen Mörtelbrocken, die grosse Ähnlichkeit mit den Mörtelproben aus den nächstgelegenen valentinianischen Wachtürmen aufweisen, sowie die beachtliche Stärke der Fundamente (1,55 – 1,75 m) und die dort gefundenen Ziegel und Spolien. Auch der für einen spätantiken Wachturm etwas ungewöhnliche Grundriss muss nicht gegen eine Zugehörigkeit zum spätantiken Hochrhein-Limes sprechen. Der quadratische Bau weist in etwa dieselben Abmessungen auf wie die spätantiken Wehranlagen in Wallbach-Unter der Halde und auf dem Ebersberg in Berg am Irchel (Kanton ZH).
Nach heutigem Stand der Forschung liegen keine Indizien dafür vor, dass auf dem nördlichen Ausläufer des Bürkli jemals ein römischer Wachturm gestanden hat. Gegen diese These spricht auch, dass sich in der (heute zeitweise überschwemmten) Uferzone am Fuss des Ostabhangs keinerlei Anzeichen von abgestürztem Mauerwerk fanden. Beobachtungen bei den benachbarten Wachtürmen Möhlin-Untere Wehren, Möhlin-Fahrgraben und Rheinfelden-Heimenholz, die – teilweise – in den Rhein abgerutscht sind, zeigen, dass dort jeweils grössere oder kleinere Mauerkonglomerate oder zumindest Schuttreste im Bereich der (ehemaligen) Uferzone liegen blieben. Denkbar, aber keineswegs erwiesen ist, dass das halbrunde Wall-Graben-System, welches den Sporn im Norden des Bürkli gegen das Hauptplateau hin abriegelte, zur Umwehrung eines hölzernen, wohl in der 1. Hälfte des 4. Jahrhunderts n. Chr. errichteten Wachturms gehört hat. Auf dem 1902 noch (mindestens) 10 × 10 m grossen Plateau im Süden des Geländesporns wäre jedenfalls ausreichend Platz zur Verfügung gewesen, um darauf einen kleineren Holzturm zu errichten, wie z. B. der in Schwaderloch, Oberes Bürkli, der kurz nach 320 errichtet wurde. Auch die wohl stark von der dortigen topografischen Situation beeinflusste Gestaltung des halbrunden Wall-Graben-Systems muss nicht eine Datierung in die 1. Hälfte des 4. Jahrhunderts n. Chr. zwingend ausschliessen. Wann die im südlichen Vorfeld des Bürkli liegenden, aus kleineren Gräben und Wällen bestehenden Annäherungshindernisse entstanden sind, ist weiterhin unklar.

## Denkmalschutz
Das Bürkli steht unter kantonalem Denkmalschutz; Bodeneingriffe sind ohne Einwilligung der Kantonsarchäologie Aargau verboten.